# System V
System V - en förkortning för UNIX System V, utvecklat av AT&T, förkortas också SysV. Första versionen av System V kom 1983.
De flesta kommersiella Unix-systemen idag[när?] är baserade på System V, Release 3 eller 4 (SVR4).

## System V-baserade Unix-varianter i urval
- SCO OpenServer
- IBM AIX
- Solaris